# Vélingara
Vélingara – miasto w Senegalu, w regionie Kolda. Według danych szacunkowych na rok 2007 liczy 23 553 mieszkańców. W pobliżu miasta znajduje się krater Vélingara.

## Wspólpraca
Miejscowość partnerska:
- Huy, Belgia